# Tomoyuki Higuchi
Tomoyuki Higuchi (樋口 智透 Higuchi Tomoyuki?,  Prefectura de Saitama, Japón, 13 de noviembre de 1984) es un actor de voz japonés. Inicialmente estuvo afiliado a Ken Production, pero en 2015 abandonó la compañía y se convirtió en un artista independiente. Algunos de sus papeles más conocidos incluyen el de Nack Tierce en Shingeki no Kyojin, Zatō en Fairy Tail, Takeshi Kurata en Ōkiku Furikabutte, Mitsuyoshi Misawa en Tonari no Kaibutsu-kun y quizás el más conocido, Trip en las novelas visuales de Dramatical Murder y su respectiva adaptación a serie de anime en 2014.

## Filmografía

### Anime
2008
- Kannagi: Crazy Shrine Maidens (Chinpira)

2009
- Kobato. (Hiroyasu Ueda)[2]
- Taishō Baseball Girls (Kuchikata, Saitō)
- Battle Spirits: Shōnen Gekiha Dan (Kugutsu)

2010
- Ichiban Ushiro no Dai Maō (2V)
- Ikki Tousen: Xtreme Xecutor (Takafumi)
- SD Gundam Sangokuden Brave Battle Warriors (Chōryō Gelgoog)
- Ōkiku Furikabutte (Takeshi Kurata)
- Fairy Tail (Zatō)

2011
- Un-Go (Arata Oyamada)
- Gintama (Issac Schneider)
- Little Battlers Experience (Kuroki)
- Chihayafuru (Ryūgasaki)
- Beelzebub (Ryūji Sanada, Shimamura, Kōtarō Mikagami)
- Ben-To (Goatee)

2012
- Mobile Suit Gundam AGE (Dalesto Coon)
- Guilty Crown (Takaomi Sudō)
- Kuroko no Basket (Yoshitaka Moriyama)
- Shakugan no Shana III (Final) (Wodan)
- Smile PreCure! (Seiji Igami, Presidente del consejo estudiantil)
- Tonari no Kaibutsu-kun (Mitsuyoshi Misawa)[3]

2013
- Kuroko no Basket 2 (Yoshitaka Moriyama)
- Shingeki no Kyojin (Nack Tierce)

2014
- Dramatical Murder (Trip)[4]

2015
- Assassination Classroom (Ryūki)
- Kuroko no Basket 3 (Yoshitaka Moriyama)

2016
- Assassination Classroom 2 (Ryūki)

### Películas animadas
- Suzumiya Haruhi no Shōshitsu (Kennosuke Arakawa)
- Friends: Mononoke Shima no Naki (Tasuke)

### Videojuegos
- Blaze Union (Ordene)
- Disorder 6 (Date)[5]
- Dragon Age II (Zevran Arainai)
- Dramatical Murder (Trip)
- Dramatical Murder re:connect (Trip)
- Generation of Chaos: Pandora’s Reflection (Morgan)
- Luminous Arc 2 (Master Mattias)
- Shin Megami Tensei: Devil Survivor (Azuma)
- Time Hollow (Tamotsu Tokio)

### Doblaje
- Anonymous (Henry Wriothesley)
- Battle: Los Angeles (Peter Kerns)
- Capitán América: el primer vengador (Gilmore Hodge)
- The Dilemma (Zip)
- The Girl with the Dragon Tattoo (Trinity)
- Glee (Mike Chang, Josh)
- Iron Man: Armored Adventures (Happy Hogan)
- J. Edgar (Agent Jones)
- The Pacific (Robert Oswalt)
- Pretty Little Liars  (Ian Thomas)
- Smokin' Aces 2: Assassins' Ball (Troy)
- Spartacus: Blood and Sand (Doctore)
- Splice (Gavin Nicoli)
- Star Wars: The Clone Wars (San Hill)